# Новајлија: Федералци
Новајлија: Федералци (енгл. The Rookie: Feds) америчка је телевизијска серија коју су створили Алекс Холи и Теренс Пол Винтер за ABC. Радња прати Симон Кларк (Ниси Неш Бетс), жену у четрдесетим годинама, који постаје најстарија новајлија ФБИ академије.

## Радња
Специјална агенткиња Симон Кларк је најстарија новајлија на ФБИ академији. Добија задатак да помаже у канцеларији у Лос Анђелесу.

## Улоге
| Глумац         | Улога          |
| -------------- | -------------- |
| Ниси Неш Бетс  | Симон Кларк    |
| Френки Фелсон  | Кати Кларк     |
| Џејмс Лесуре   | Картер Хоуп    |
| Брит Робертсон | Лора Стенсен   |
| Феликс Солис   | Мет Гарза      |
| Кевин Зегерс   | Брендон Ејкерс |

## Епизоде
| Сезона | Сезона | Епизоде | Епизоде | Оригинално емитовање | Оригинално емитовање |
| Сезона | Сезона | Епизоде | Епизоде | Премијера            | Финале               |
| ------ | ------ | ------- | ------- | -------------------- | -------------------- |
|        | Пилот  | 2       | 2       | 24. април 2022.      | 1. мај 2022.         |
|        | 1.     | 22      | 22      | 27. септембар 2022.  | 2. мај 2023.         |